# Пшисека (Малопольське воєводство)
Пшисека (пол. Przysieka) — село в Польщі, у гміні Козлув Меховського повіту Малопольського воєводства.
Населення — 569 осіб (2011).
У 1975-1998 роках село належало до Келецького воєводства.

## Демографія
Демографічна структура станом на 31 березня 2011 року:
|          | Загалом | Допрацездатний вік | Працездатний вік | Постпрацездатний вік |
| -------- | ------- | ------------------ | ---------------- | -------------------- |
| Чоловіки | 291     | 46                 | 204              | 41                   |
| Жінки    | 278     | 44                 | 167              | 67                   |
| Разом    | 569     | 90                 | 371              | 108                  |